# Лабрадор (роман)
«Лабрадор» (англ. Labrador) — дебютный роман Кэтрин Дэвис, написанный в 1988 году.

## Сюжет
Сюжет романа разворачивается вокруг братьев и сестёр, которые постоянно соперничают между собой. Параллельно с этим поднимаются вопросы родительской любви, иррациональных решениях взрослых, взрослении двух молодых девушек, которые наблюдают за изменениями в своём теле и мышлении.

## Релиз
Роман был впервые опубликован в 1988 году американской компанией «Farrar, Straus and Giroux». Он был полностью распродан, и 5 марта 2019 года переиздан «Graywolf Press».

## Критика
Джон Кроули в 1988 году написал: «Кэтрин Дэвис написала о многих печальных и популярных вещах в данном жанре: ужасной семье, знаниях, взрослении, — для которых она создала собственные образы и воплощения».
Митико Какутани выпустил рецензию о романе для The New York Times: «Г-жа Дэвис демонстрирует огромный талант в описании смятений юности. У неё получилось наметить чёткие границы в детском сознании между реальностью и фантазией, поэтому есть возможность рассмотреть как реальные опасности детства, так и вымышленные».